# Milet (Sängerin)
Milet (ミレイ Mirei), Eigenschreibweise milet, ist eine japanische Sängerin.

## Karriere
Die aus Tokio stammende, in Kanada aufgewachsene, Singer-Songwriterin milet startete ihre musikalische Karriere im Jahr 2018 und wurde ein Jahr später von Sony Music Entertainment Japan unter Vertrag genommen.
Ihr erstes Solo-Konzert gab die Sängerin am 6. März 2019 im Rahmen von Billboard Live in Tokio. Ihre Lieder Us und Again and Again wurde als Titelmusik für die Dramaserien Gisou Furin bzw. Joker × Face genutzt. Andere Lieder wie Drown, Prover oder Tell Me hingegen sind im Vor- bzw. Abspann der Anime-Produktionen Vinland Saga oder Fate/Grand Order – Absolute Demonic Front: Babylonia zu hören.
Nachdem milet zwischen März 2019 und Februar des Folgejahres fünf EPs veröffentlichte, erschien am 3. Juni 2020 mit Eyes schließlich ihr Debütalbum, welches auf Anhieb Platz eins der heimischen Albumcharts erreichen konnte und zwischenzeitlich von der Recording Industry Association of Japan mit einer Goldenen Schallplatte bedacht wurde. Das Album wurde bei den CD Shop Awards ausgezeichnet. Für das Album arbeitete milet mit dem One-Ok-Rock-Gitarristen Toru Yamashita und Kamikaze Boy, dem Bassisten von Man with a Mission zusammen. Im Oktober gleichen Jahres war milet Radio-DJ für das Radioprogramm Music Freaks des Senders FM802. Ihre im August 2021 veröffentlichte Single Ordinary Days wurde als Titellied für die Drama-Umsetzung des Mangas Police in a Pod, welche zwischen Juli und September gleichen Jahres im japanischen Fernsehen gezeigt wurde, verwendet. Bei den Space Shower Music Awards, die im März 2021 verliehen wurden, war milet in der Kategorie Best Breakthrough Artist nominiert.
Mit ihrem Lied Inside You, welches im Jahr 2019 als bestes Titellied im Rahmen des International Drama Festival in Tokyo ausgezeichnet wurde, nahm milet am Neujahrsabend 2020 am 71. NHK Kōhaku Uta Gassen teil, was ihr Debüt am Gesangswettbewerb darstellte. Am 8. August 2021 spielte milet auf der Schlusszeremonie der Olympischen Sommerspiele 2020 in Tokio, wo sie eine japanischsprachige Coverversion des Chansons Hymne à l’amour (Original von Edith Piaf) vortrug. Im November des gleichen Jahres repräsentierte sie Japan beim ABU TV Song Festival der Asia-Pacific Broadcasting Union.
Am 2. Februar 2022 erschien mit Visions das zweite Album der Sängerin. Es stieg auf Platz fünf der heimischen Musikcharts ein. Am 29. April gleichen Jahres wurde das Lied Walkin’ in My Lane, das Titelstück des Fernsehdramas Yangotonaki Ichizoku, zunächst auf digitaler Ebene veröffentlicht, ehe am 25. Mai eine physische Veröffentlichung folgte.
Im April 2023 veröffentlichte milet mit der japanischen Rockband Man with a Mission die Lieder Kizuna no Kiseki und Koi Kogare, welche im Vor- und Abspann der dritten Staffel der Anime-Fernsehserie Demon Slayer zu hören ist. Nach einer Veröffentlichung auf CD stiegen die beiden Lieder auf Platz vier der heimischen Oricon-Singlecharts ein. Mit beiden Liedern trat sie beim 74. NHK Kōhaku Uta Gassen auf, wobei Kizuna no Kiseki ihr Beitrag für das weiße Team und Koi Kogare der Beitrag für das rote Team war. Bei beiden Versionen wurde von der Rockband Man with a Mission unterstützt. Ihr drittes Studioalbum, 5am, erschien am 30. August 2023 und erreichte Platz vier der heimischen Albumcharts. Am 29. September desselben Jahres veröffentlichte milet ihre Single Anytime, Anywhere zunächst auf digitaler Ebene. Das Lied ist im Abspann der Fantasy-Animeserie Frieren zu hören.

## Diskografie

### Alben
| Jahr | Titel Musiklabel                       | Höchstplatzierung, Gesamtwochen, AuszeichnungChartsChartplatzierungen (Jahr, Titel, Musiklabel, Platzierungen, Wochen, Auszeichnungen, Anmerkungen) | Anmerkungen                           |
| Jahr | Titel Musiklabel                       | JP | Anmerkungen                           |
| ---- | -------------------------------------- | --- | ------------------------------------- |
| 2020 | eyes Sony Music Entertainment Japan    | JP1 Gold · (97 Wo.)JP | Erstveröffentlichung: 3. Juni 2020    |
| 2022 | Visions Sony Music Entertainment Japan | JP5 (38 Wo.)JP | Erstveröffentlichung: 2. Februar 2022 |
| 2023 | 5am Sony Music Entertainment Japan     | JP4 (38 Wo.)JP | Erstveröffentlichung: 30. August 2023 |

### EPs
| Jahr | Titel Musiklabel                                | Höchstplatzierung, Gesamtwochen, AuszeichnungChartsChartplatzierungen (Jahr, Titel, Musiklabel, Platzierungen, Wochen, Auszeichnungen, Anmerkungen) | Anmerkungen                            |
| Jahr | Titel Musiklabel                                | JP | Anmerkungen                            |
| ---- | ----------------------------------------------- | --- | -------------------------------------- |
| 2019 | Inside You Sony Music Entertainment Japan       | JP16 (16 Wo.)JP | Erstveröffentlichung: 6. März 2019     |
| 2019 | Wonderland Sony Music Entertainment Japan       | JP18 (9 Wo.)JP | Erstveröffentlichung: 15. Mai 2019     |
| 2019 | Us Sony Music Entertainment Japan               | JP11 (15 Wo.)JP | Erstveröffentlichung: 21. August 2019  |
| 2019 | Drown/You & I Sony Music Entertainment Japan    | JP25 (8 Wo.)JP | Erstveröffentlichung: 6. November 2019 |
| 2020 | Prover/Tell Me Sony Music Entertainment Japan   | JP11 (9 Wo.)JP | Erstveröffentlichung: 19. Februar 2020 |
| 2020 | Who I Am Sony Music Entertainment Japan         | JP10 (12 Wo.)JP | Erstveröffentlichung: 2. Dezember 2020 |
| 2021 | Ordinary Days Sony Music Entertainment Japan    | JP8 (13 Wo.)JP | Erstveröffentlichung: 4. August 2021   |
| 2022 | Flare Sony Music Entertainment Japan            | JP6 (6 Wo.)JP | Erstveröffentlichung: 9. März 2022     |
| 2024 | Anytime Anywhere Sony Music Entertainment Japan | JP7 (27 Wo.)JP | Erstveröffentlichung: 31. Januar 2024  |

### Singles
| Jahr              | Titel Album                           | Höchstplatzierung, Gesamtwochen, AuszeichnungChartsChartplatzierungen (Jahr, Titel, Album, Platzierungen, Wochen, Auszeichnungen, Anmerkungen) | Anmerkungen | [↑]: gemeinsam behandelt mit vorhergehendem Eintrag; [←]: in beiden Charts platziert |
| Jahr              | Titel Album                           | JP | Anmerkungen |                                                                                      |
| ----------------- | ------------------------------------- | --- | --- | ------------------------------------------------------------------------------------ |
| als Leadmusikerin |                                       | | |                                                                                      |
|                   |                                       | | |                                                                                      |
| 2021              | Checkmate Visions                     | — | Erstveröffentlichung: 29. April 2021 |                                                                                      |
| 2021              | Omokage Standalone                    | JP— Platin (Streaming)JP | Erstveröffentlichung: 17. Dezember 2021 mit Aimer und Lilas Ikuta                                                                           |                                                                                      |
| 2022              | Walkin’ in My Lane 5am                | JP10 (13 Wo.)JP | Erstveröffentlichung: 29. April 2022 |                                                                                      |
| 2022              | Always You 5am                        | JP9 (7 Wo.)JP | Erstveröffentlichung: 1. August 2022 |                                                                                      |
| 2022              | Final Call 5am                        | — | Erstveröffentlichung: 3. Oktober 2022 |                                                                                      |
| 2023              | Kizuna no Kiseki Standalone           | JP4 (62 Wo.)JP | Erstveröffentlichung: 31. Mai 2023 · Vorspann zur dritten Staffel von Demon Slayer · JP: Platin (Digital), + JP: Platin (Streaming)         |                                                                                      |
| 2023              | Koi Kogare 5am[JP: ↑]                 | JP4 (62 Wo.)JP | Erstveröffentlichung: 31. Mai 2023 · Abspann zur dritten Staffel von Demon Slayer · JP: Gold (Digital)                                      |                                                                                      |
| 2023              | Anytime Anywhere                      | — | Erstveröffentlichung: 29. September 2023 (Digital), 31. Januar 2024 (CD) Abspann zur Anime-Fernsehserie Frieren Einstieg in den Albumcharts |                                                                                      |
| 2024              | The Road of Victory –                 | — | Erstveröffentlichung: 2024 mit Man with a Mission and Go Shiina                                                                             |                                                                                      |
| 2024              | Hanataba –                            | JP8 (19 Wo.)JP | Erstveröffentlichung: 5. Juni 2024 |                                                                                      |
| als Gastmusikerin |                                       | | |                                                                                      |
|                   |                                       | | |                                                                                      |
| 2019              | Reiwa Dark Crow                       | JP3 (14 Wo.)JP | Erstveröffentlichung: 23. Oktober 2019 Man with a Mission feat. milet                                                                       |                                                                                      |
| 2021              | Future Tone Bender Egomaniac Feedback | — | Erstveröffentlichung: 13. Oktober 2021 TK from Ling Tosite Shigure feat. milet                                                              |                                                                                      |

Weitere Lieder mit Auszeichnungen
- 2019: Inside You (JP: Gold (Digital); JP: Gold (Streaming))
- 2019: Us (JP: Gold (Digital); JP: Gold (Streaming))
- 2021: Ordinary Days (Promo-Single, JP: Gold (Streaming))